# 랜디 헬러

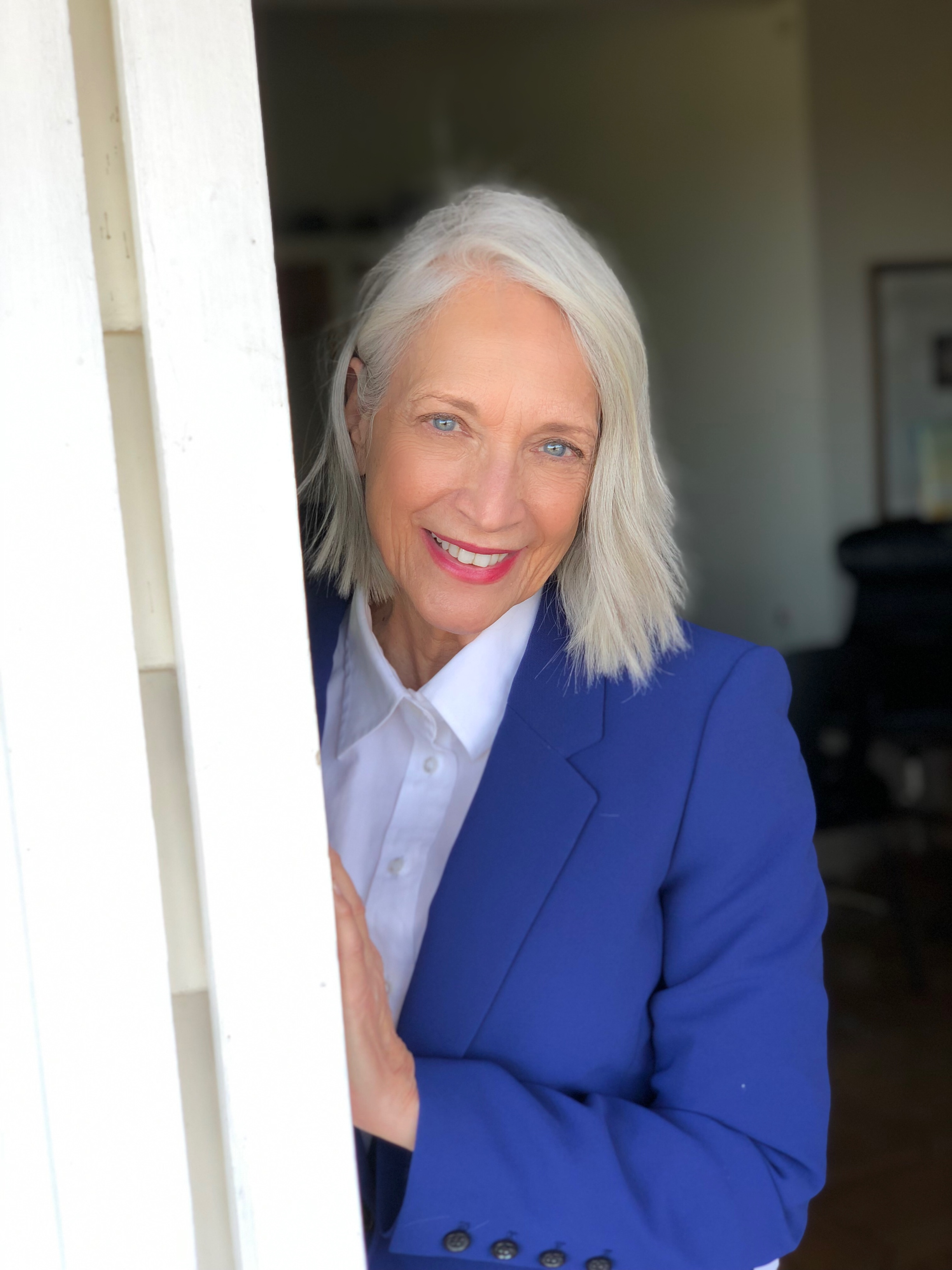
2018년 모습

랜디 헬러(Randee Heller, 1947년 6월 10일 ~ )는 미국의 배우이다.
브루클린에서 태어났다.

## 출연 작품

### 영화
- 베스트 키드 (1984)
- 베스트 키드 3 (1989, The Karate Kid Part III)
- 다니엘 스틸 - 사랑의 굴레 (1991, Changes)
- 누명 2 (1992, Frame-Up II: The Cover-Up)
- 살인 인형 (1993, The Baby Doll Murders)
- 불워스 (1998)
- 퍼펙트 웨딩 (2005)
- 어 크루키드 썸바디 (2017, A Crooked Somebody)

### 텔레비전
- 형사 Q (1981)
- 내일은 스타 (1985-86)
- 멜로즈 플레이스 (1993)
- ER (1994)
- Fired Up (1997)
- 저징 에이미 (2001)
- 펠리시티 (2002)
- 크로싱 조던 (2005)
- 닙턱 (2006)
- 브라더스 & 시스터스 (2009)
- 매드맨 (2010)
- 위기의 주부들 (2011)
- 인 플레인 사이트 (2011)
- 멘탈리스트 (2012)
- 에밀리의 병원 24시 (2013)
- 모던 패밀리 (2013)
- 더 레지던트 (2018)
- 코브라 카이 (2018-현재)
- 스테이션 19 (2019)